# Iru, Jõelähtme kommun
Iru är en by i Estland. Den ligger i Jõelähtme kommun och i landskapet Harjumaa. Iru ligger 41 meter över havet och antalet invånare är 450.
Runt Iru är det ganska tätbefolkat, med 248 invånare per kvadratkilometer. Närmaste större samhälle är Tallinn, 9 km väster om Iru. I omgivningarna runt Iru växer i huvudsak blandskog.
Inlandsklimat råder i trakten. Årsmedeltemperaturen i trakten är 4 °C. Den varmaste månaden är juli, då medeltemperaturen är 18 °C, och den kallaste är januari, med −10 °C.